# مشيخة آل عرقة

## التاريخ
تأسست المشيخة في القرن التاسع عشر. في عام 1888، أبرمت الإمبراطورية البريطانية معاهدة حماية مع شيخ عرقة، وبدأت بدفع راتب له على أساس هذه المعاهدة، والتي تم التصديق عليها في 26 فبراير عام 1890.
توفي الشيخ عوض بن محمد با داس في يناير عام 1901،وخلفه ابنه الشيخ أحمد بن عوض بن محمد با داس. في يناير عام 1902 تم إبرام معاهدة حماية جديدة مع الشيخ أحمد، حيث تمت زيادة راتبه من 80 إلى 180 دولارًا.
توفي الشيخ أحمد بن عوض باداس في 21 أكتوبر عام 1935، وخلفه حفيده أحمد بن عبد الله بن عبد الله بن عوض باداس في اليوم التالي.
في ق. 1951م تم ضم عرقة إلى الوحيدي بلحاف.

## الحكام
وكان حكام العرقة يحملون لقب شيخ العرق.

### الشيوخ
1. عوض بن محمد باداس، ب. 27 أبريل 1888[7] – 2 يناير 1901[6]
2. أحمد بن عوض باداس، 1901[6] – 21 أكتوبر 1935[5]
3. أحمد بن عبد الله بن عبد الله بن عوض باداس، 22 أكتوبر 1935[5] – 1951[6]

## التركيبة السكانية
في عام 1946، بلغ عدد سكان مشيخة العرقة 500 نسمة.

## الجغرافيا
وصف التقرير الصادر عام 1946 العرقة بأنها "قرية صغيرة تعتمد على الصيد".